# Marcelo Gálvez
Marcelo Juan Gálvez Ortiz (Guayaquil, 22 de diciembre de 1962) es un director de escena, dramaturgo, guionista, diseñador, locutor y actor de teatro y televisión ecuatoriano. Es hijo del conocido actor y animador de televisión chileno Lucho Gálvez y la periodista Alina Ortiz, hermano de la actriz Tábata Gálvez y del actor Fernando Gálvez.

## Vida personal
Nació en Guayaquil, Ecuador como Marcelo Juan Gálvez Ortiz, hijo del conocido actor, director y conductor de televisión y radio chileno Lucho Gálvez. Es el mayor de 15 hermanos, de los cuales 12 están dedicados al mundo artístico, entre los más conocidos se encuentran la actriz Tábata Gálvez, la docente de teatro Ana Gálvez, el músico y actor Fernando Gálvez, y los músicos andinos Germán, Pablo, José y Luis Antonio Gálvez.
Ingresó al kínder en 1966, en el Jardín de Infantes Vozandes ubicado en Quito. En 1969 se muda a la ciudad de Guayaquil, donde se integró a la “Escuela Carlos Estarellas Avilés”, para iniciar la primaria de 2.º a 5.º grado; mismo año donde inicia su carrera actoral en la televisión animando un programa infantil en “Canal 4”, actual RTS. A partir del 6.º a 8º año de educación básica, realizó sus estudios en la Unidad Educativa "John F. Kennedy School". En 1976, a los 13 años de edad incursiona en talleres tomando lugar en el teatro “El Juglar”. Para 1983, junto a Oswaldo Segura, forman el grupo actoral “La Mueca”. En 1984, Gálvez integra el teatro de la UCSG y se une a la compañía de comedias de Elsye Villar y Raúl Varela. En 1985 se casa con la artista Xonia Varela con quien tuvo 3 hijos Andrea Gálvez, Juan Manuel Gálvez y Daniel Gálvez Varela. En 2003 se unió con la actriz Sara Cevallos Quiroz con quien tuvo 2 hijos.

## Filmografía

### Series y telenovelas
| 2022        | casi cuarentonas            | Padre                    |
| ----------- | --------------------------- | ------------------------ |
| 2021        | Juntos y revueltos          | Vitaliano Murillo Gálvez |
| 2018        | 3 familias                  | Justino Barrotes         |
| 2020        | 3 familias                  | Cástulo Becerra          |
| 2012        | Puro teatro                 | Varios personajes        |
| 2011        | La pareja feliz             | Reparto                  |
| 2010        | Lucho libre                 | Varios personajes        |
| 2009        | El exitoso Lcdo. Cardoso    | Ricardo Almeida          |
| 2008        | El secreto de Toño Palomino | Galo Contreras           |
| 2007        | Super papá                  | Giuseppe                 |
| 2006 - 2007 | Improvisa                   | creador y conductor      |
| 2000 - 2001 | Sin límites                 | Rafael "El Inspector"    |
| 1999 - 2005 | De la vida real             | Varios personajes        |
| 2003        | La Hechicera                | Horacio                  |
| 2004 - 2006 | La niñera                   | Estelar                  |
| 2000        | Emergencia                  | Estelar                  |
| 1995        | María Soledad               | Reparto                  |
| 1994        | A la Costa                  | Estelar                  |
| 1994        | Dulce tormento              | Reparto                  |
| 1993        | Ángel o demonio             | Reparto                  |
| 1992        | Isabela                     | Reparto                  |
| 1987        | Vuelo 103                   | Estelar                  |
| 1985        | Cómicos SA                  | Reparto                  |

### Programas
| Año         | Programa                 | Rol                           | Canal       |
| ----------- | ------------------------ | ----------------------------- | ----------- |
| 1995        | Guayaquil caliente actor | Sítv                          |             |
| 1993 - 1994 | Joao & Priscila          | director escénico y guionista | Sítv        |
| 1993        | El rincón de los bajitos | director                      | Ecuavisa    |
| 1988        | Laberinto                | director y guionista          | Ecuavisa    |
| 1985        | Así es la cosa           | director y guionista de humor | Ecuavisa    |
| 1969        | Tribunal infantil        | Varios personajes             | Tele cuatro |

### Cine
| Año 2019 | padre eterno           | padre   | director Alberto Pablo |
| -------- | ---------------------- | ------- | ---------------------- |
| 1987     | La muerte llega mañana | Reparto | Ecuavisa               |

### Teatro

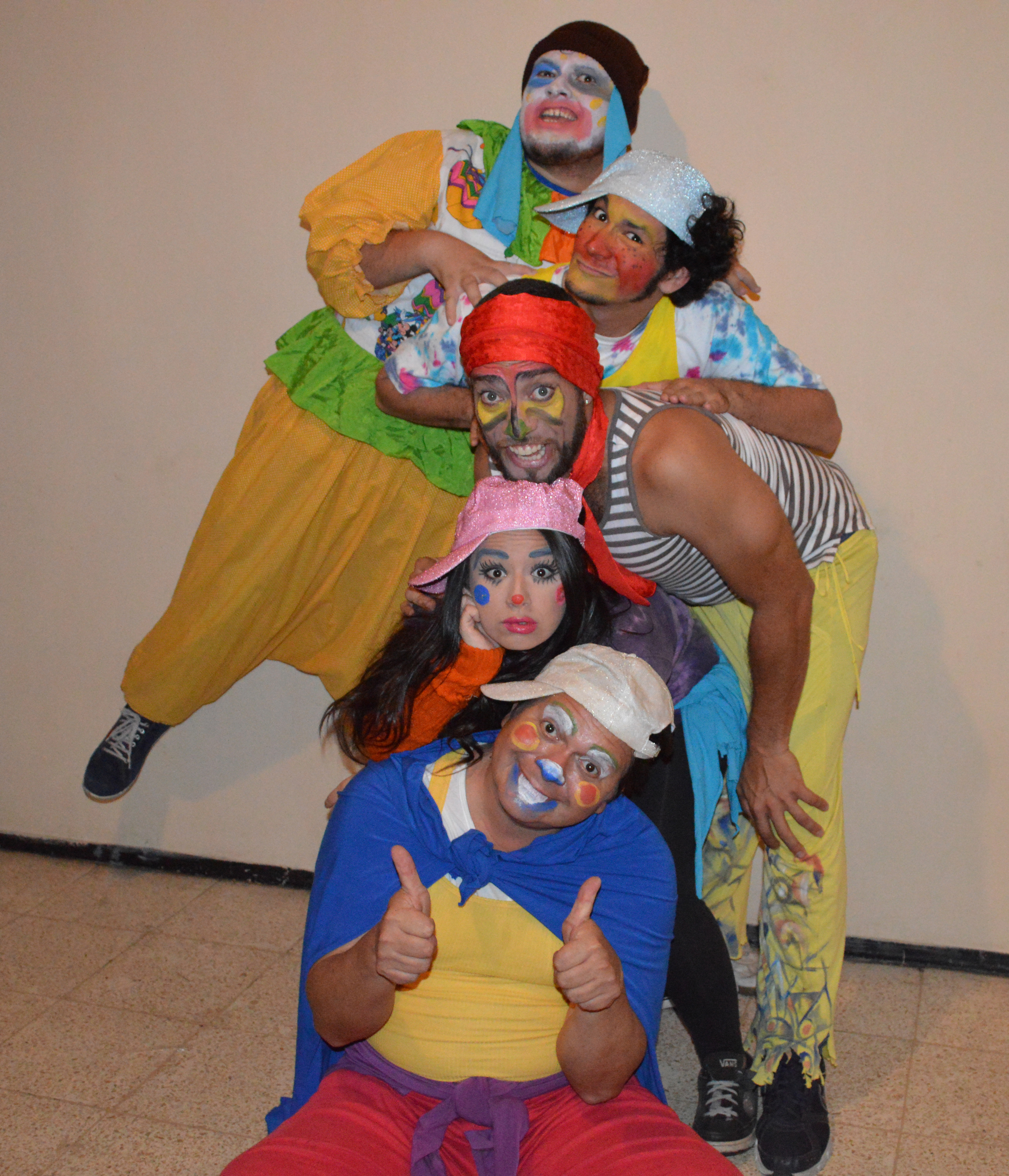
Santiago Vázquez, Felipe Crespo, Danilo Esteves, Alexis Jaramillo y Marcelo Gálvez en la obra de teatro infantil Juan el Imaginero, en 2014.

En 1975 escribe y dirige (a la edad de 13 años) la obra la "Generación de Jesús", presentada en la Iglesia Filadelfia de Guayaquil con el elenco del departamento de drama de la misma, actúan Marjorie Rosero, Washington Salinas, Gladys Villacrés, Daniel Bueno. En octubre del mismo 1975 toma el taller de teatro organizado por el centro municipal de cultura de Guayaquil, por Ernesto Suárez y cuando el grupo de estudiantes del taller solicita la creación de la compañía teatral de Guayaquil, el municipio retira su apoyo y un año después fundan el Taller de teatro El Junglar. Bajo la dirección de Suárez, participa en las puestas de La carrera de Juan Nadie (farsa trágica alrededor del tema del efecto de la publicidad en la moral humana), El león Matón (infantil de Jorge Rosas y Ernesto Suárez), el centro Forward murió al amanecer de Agustín Cuzzani, Banda de Pueblo (adaptación de la narrativa de José de la Cuadra), Guayaquil SuperStar (creación colectiva en homenaje a la ciudad que vio nacer el movimiento. 1982 funda junto a Oswaldo Segura y Rossana Iturralde el Teatro La Mueca, estrenando "Perdidos en la Isla" (infantil) y "entre sombras y Sueños" de Taty Interllige, en 1983 integra el elenco de la Cía. de Comedias de Elsye Villar y Raul Varela, interpretando a Manuel en "Y jugando, jugando lo mataron" de Raúl Varela, y se realiza una gira con la comedia que es una paráfrasis de Godspell. Elenco juvenil formado por Paco Varela, Ana María Varela, Blanca Varela, Freddy Rivadeneira, Monika Gilly y Sonia Varela, dirigidos por el autor de la comedia.
En 1984 integra el TUC (teatro de la Universidad Católica de Guayaquil) con quienes realiza una gira nacional con Teatraleando, La casa del Que dirán de José Martínez Queirolo, "Antes de tomr la leche" (infantil), " La planta de cuadernos" junto a Vilma Saint Omer, Maribel Solines, Susana Nicolalde. En 86 casa con Sonia Varela, actriz, productora, cantante y junto a ella crea teatro Propuesta Epidauro, y el grupo creativo Gálvez y Varela montando Obras como "Play it Again, Sam" de Woody Allen, Un Churrito en mi pasado, de Marcelo Gálvez. La primera estrenada en Teatro Centro de Arte de Guayaquil en 1990 y la segunda en Uniteatro Candilejas en 1991 (hoy desaparecido). Con Xonia procrea a Andrea Gálvez Varela, Juan Manuel Gálvez Varela y José Daniel Gálvez Varela, todos cantantes actores y productores artísticos, los dos últimos músicos de carrera, Juan Manuel participa en "Latín American Idol" capítulo Ecuador obteniendo el primer puesto, felicitado por Jon secada en Caracas (en circunstancias sospechosas su invitación se traspapela y envían a un participante de menor calidad a La Argentina y nuestra participación queda ahí. 1987 Integra nuevamente el teatro La Mueca, y escribe junto a Oswaldo Segura y se encarga de la dirección de arte de la puesta (dirigida por Taty Interllige) de "Un guayaco en Hollywood" en este mismo elenco realiza las adaptaciones de La Cenicienta, La Bella durmiente, Aladino, para el horario infantil del Uniteatro candilejas. En 1989 integra el elenco de La Alianza francesa de Guayaquil, y con oportunidad de la celebración del bicentenario de la Revolución, participa del montaje de "Pobre Bitos" o "la cena de las cabezas " de Jean Anouilh, dirigido por Agatha Christie, celebrada en Teatro centro de Arte. En1992 forma parte de la planta de profesores del Club de Actuación teatral de Guayaquil, dirigido por Raúl Varela, dando clases de actuación, expresión corporal, improvisación y producción teatral, de su paso por ella recuerda a dos estudiantes excepcionales, Sandy Ortiz y Maricela Gómez, luego reconocidas actrices y productoras en teatro y TV. En 2007 formó con su pareja Sara Cevallos y su hermano Fernando Gálvez un elenco que ofrecía espectáculos infantiles de improvisación, retomando Juan el Imaginero, el cual en 2014 lo retomaría como obra teatral interactiva junto a varios jóvenes actores entre los cuales estuvo Alexis Jaramillo Egüés, Santiago Velásquez, Felipe Crespo, y Danilo Esteves.
En 2013 interpretó al abuelo Teby en la obra teatral 70 y 20: El ocaso de un seductor dirigida por Oswaldo Segura, compartiendo escenario con Gabriela Armas y Juan José Jaramillo. En 2014 interpretó al Diablo como parte de la obra El hombre que vendió su alma del grupo de teatro La Mueca, dirigido por Oswaldo Segura y basado en el cuento argentino El herrero y el diablo.
En el 2015 Marcelo trabajo en un taller de teatro junto a Mario Silva, un actor graduado de la escuela de teatro en Nueva York, The Lee Strasberg Theatre and Film Institute.